# 604773 Michaelmoller
604773 Michaelmoller este o planetă minoră (asteroid) din Outer Main Belt⁠(d). A fost descoperită pe 6 septembrie 2015 la  de . 
Obiectul prezintă o orbită caracterizată de o semiaxă mare de 3,2161053221653 UAi, o excentricitate de 0,17682903339483, o înclinație de 13,837895862438 ° în raport cu ecliptica.